# Krasnoje (Medwenka)
Krasnoje (russisch Красное) ist ein Weiler (chutor) in der Oblast Kursk in Russland. Er gehört zum Rajon Medwenka und zur Landgemeinde (selskoje posselenije) Kitajewski selsowjet.

## Geographie
Der Ort liegt gut 28 km Luftlinie südöstlich des Oblastverwaltungszentrums Kursk im südwestlichen Teil der Mittelrussischen Platte, 13,5 km nordöstlich des Rajonverwaltungszentrums Medwenka sowie 2,5 km vom Sitz des Dorfsowjet – 2. Kitajewka und 79 km von der Grenze zwischen Russland und der Ukraine entfernt am Fluss Polnaja (linker Nebenfluss des Seim).

### Klima
Das Klima im Ort ist wie im Rest des Rajons kalt und gemäßigt. Es gibt während des Jahres eine erhebliche Niederschlagsmenge. Dfb lautet die Klassifikation des Klimas nach Köppen und Geiger.

## Bevölkerungsentwicklung
| Jahr | Einwohner |
| ---- | --------- |
| 2002 | 15        |
| 2010 | ▼7        |

Anmerkung: Volkszählungsdaten

## Verkehr
Krasnoje liegt 13 km von der Fernstraße föderaler Bedeutung M2 „Krim“ (ein Teil der Europastraße E105), 7,5 km von der Straße interkommunaler Bedeutung 38N-236 (M2 „Krim“ – Polewaja), an der Straße 38N-237 (M2 „Krim“ – Polny – 38N-236) und 20 km von der nächsten Eisenbahnhaltestelle Kolodnoje (Eisenbahnstrecke Kljukwa – Belgorod) entfernt.
Der Ort liegt 93 km vom internationalen Flughafen von Belgorod entfernt.